# Films américains sortis en 2017
Listes de films américains
- 2013
- 2014
- 2015
- 2016
- 2017
- 2018
- 2019
- 2020
- 2021

Principaux films américains sortis aux États-Unis en 2017.

## Films sortis en 2017

### Janvier, février, mars
| Sortie        | Sortie | Titre                                                                   | Studio de production                                                                                      | Réalisateur (R) Scénariste (S)                                                     | Casting | Genre                                       | Réf.   |
| ------------- | ------ | ----------------------------------------------------------------------- | --- | ---------------------------------------------------------------------------------- | --- | ------------------------------------------- | ------ |
| J A N V I E R | 6      | Underworld: Blood Wars                                                  | Screen Gems / Lakeshore Entertainment / Sketch Films                                                      | Anna Foerster (R) Cory Goodman (S)                                                 | Kate Beckinsale, Theo James, Tobias Menzies, Lara Pulver, James Faulkner, Charles Dance | Action, Horror                              | ,      |
| J A N V I E R | 6      | Arsenal                                                                 | Lionsgate Premiere / Grindstone Entertainment Group / Emmett/Furla/Oasis Films                            | Steven C. Miller (R) Jason Mosberg (S)                                             | Adrian Grenier, Johnathon Schaech, Nicolas Cage, Lydia Hull, Christopher Coppola, Megan Leonard, Christopher Rob Bowen, Tyler Jon Olson, Shea Buckner, John Cusack                                                | Action, Crime, Thriller                     | ,      |
| J A N V I E R | 6      | Between Us (en)                                                         | IFC Films                                                                                                 | Rafael Palacio Illingworth (R)                                                     | Olivia Thirlby, Ben Feldman, Adam Goldberg, Analeigh Tipton, Scott Haze, Peter Bogdanovich, Lesley Ann Warren | Comedy, Romance, Drama                      | [ 5 ]  |
| J A N V I E R | 13     | Monster Trucks (Monster Cars)                                           | Paramount Pictures / Paramount Animation / Nickelodeon Movies                                             | Chris Wedge (R) Jonathan Aibel, Glenn Berger, Derek Connolly, Matthew Robinson (S) | Lucas Till, Jane Levy, Amy Ryan, Holt McCallany, Rob Lowe, Danny Glover, Frank Whaley, Chad Willett (en), Barry Pepper, Thomas Lennon, Tucker Albrizzi                                                            | Animation, Adventure, Sci-Fi                | ,      |
| J A N V I E R | 13     | The Bye Bye Man                                                         | STX Entertainment / Los Angeles Media Fund / TANG Media Productions / Intrepid Pictures                   | Stacy Title (R) Jonathan Penner (S)                                                | Douglas Smith, Doug Jones, Michael Trucco, Cressida Bonas, Lucien Laviscount, Carrie-Anne Moss, Faye Dunaway | Horror                                      | [ 8 ]  |
| J A N V I E R | 13     | Sleepless                                                               | Open Road Films (en) / FilmNation Entertainment                                                           | Baran bo Odar (R) Andrea Berloff (S)                                               | Jamie Foxx, T.I., Drew Sidora, Lloyd Banks, Gabrielle Union, David Harbour, Young Jeezy, Michelle Monaghan, Scoot McNairy, Sala Baker                                                                             | Action, Thriller                            | ,      |
| J A N V I E R | 13     | 100 Streets                                                             | Samuel Goldwyn Films (en)                                                                                 | Jim O'Hanlon (R) Leon F. Butler (S)                                                | Idris Elba, Gemma Arterton, Charlie Creed-Miles, Franz Drameh, Kierston Wareing, Tom Cullen, Ken Stott | Drama                                       | ,      |
| J A N V I E R | 13     | The Book of Love                                                        | Electric Entertainment                                                                                    | Bill Purple (R/S)                                                                  | Jason Sudeikis, Jessica Biel, Maisie Williams, Mary Steenburgen, Orlando Jones, Paul Reiser | Drama, Comedy                               | [ 13 ] |
| J A N V I E R | 20     | Split                                                                   | Universal Pictures / Blumhouse Productions                                                                | M. Night Shyamalan (R/S)                                                           | James McAvoy, Anya Taylor-Joy, Betty Buckley, Jessica Sula, Haley Lu Richardson, Kim Director, Lyne Renée, Brad William Henke, Neal Huff, Sebastian Arcelus                                                       | Horror, Thriller, Drama                     | ,      |
| J A N V I E R | 20     | xXx: Return of Xander Cage (xXx: Reactivated)                           | Paramount Pictures / Revolution Studios                                                                   | D. J. Caruso (R) F. Scott Frazier, Chad St. John (S)                               | Vin Diesel, Samuel L. Jackson, Donnie Yen, Deepika Padukone, Kris Wu, Nina Dobrev, Tony Jaa, Ruby Rose, Toni Collette, Nicky Jam, Rory McCann, Al Sapienza, Michael Bisping, Ariadna Gutiérrez, Hermione Corfield | Action, Adventure                           | ,      |
| J A N V I E R | 20     | The Resurrection of Gavin Stone                                         | BH Tilt / WWE Studios / Walden Media                                                                      | Dallas Jenkins (R) Andrea Gyertson Nasfell (S)                                     | Brett Dalton, Anjelah Johnson (en), Neil Flynn, Shawn Michaels, D. B. Sweeney | Comedy, Drama                               | [ 18 ] |
| J A N V I E R | 20     | Trespass Against Us (À ceux qui nous ont offensés)                      | A24 | Adam Smith (R) Alastair Siddons (S)                                                | Michael Fassbender, Brendan Gleeson, Lyndsey Marshal, Killian Scott | Crime, Drama, Thriller                      | ,      |
| J A N V I E R | 25     | Sophie and the Rising Sun (en)                                          | Monterey Media                                                                                            | Maggie Greenwald (R/S)                                                             | Julianne Nicholson, Margo Martindale, Lorraine Toussaint, Takashi Yamaguchi, Diane Ladd | Drama, Romance                              | [ 21 ] |
| J A N V I E R | 27     | A Dog's Purpose (Mes vies de chien)                                     | Universal Pictures / Amblin Entertainment / Walden Media / Reliance Entertainment                         | Lasse Hallström (R) Audrey Wells (S)                                               | Britt Robertson, Dennis Quaid, Josh Gad, Peggy Lipton, Juliet Rylance | Family                                      | ,      |
| J A N V I E R | 27     | Saving Banksy                                                           | Parade Deck Films                                                                                         | Colin Day (R), Éva Boros, Paul Polycarpou (S)                                      | | Documentaire                                |        |
| J A N V I E R | 27     | Resident Evil: The Final Chapter (Resident Evil : Chapitre final)       | Screen Gems / Impact Pictures / Davis Films / Constantin Film                                             | Paul W. S. Anderson (R/S)                                                          | Milla Jovovich, Shawn Roberts, Ruby Rose, William Levy, Iain Glen, Eoin Macken, Lee Joon-gi, Ali Larter | Action, Adventure, Horror, Sci-Fi           | ,      |
| J A N V I E R | 27     | Lost in Florence                                                        | Orion Pictures                                                                                            | Evan Oppenheimer (R/S)                                                             | Brett Dalton, Stana Katic, Alessandra Mastronardi, Alessandro Preziosi, Emily Atack, Rob Aramayo, Marco Bonini | Romance, Drama                              | [ 26 ] |
| J A N V I E R | 27     | I Am Michael                                                            | Brainstorm Media                                                                                          | Justin Kelly (R/S)                                                                 | James Franco, Zachary Quinto, Emma Roberts, Charlie Carver | Biography, Drama                            | [ 27 ] |
| J A N V I E R | 27     | iBoy                                                                    | Netflix                                                                                                   | Adam Randall (R) , Joe Barton (S)                                                  | Bill Milner, Maisie Williams, Miranda Richardson, Rory Kinnear | Action, Crime                               | [ 28 ] |
| F E V R I E R | 3      | Rings (Le Cercle : Rings)                                               | Paramount Pictures                                                                                        | F. Javier Gutiérrez (R)                                                            | Matilda Lutz, Alex Roe, Johnny Galecki, Aimee Teegarden, Laura Wiggins, Zach Roerig, Vincent D'Onofrio, Andrea Laing, Patrick R. Walker                                                                           | Horror, Thriller                            | ,      |
| F E V R I E R | 3      | The Space Between Us (Un monde entre nous)                              | STX Entertainment / Huayi Brothers Media                                                                  | Peter Chelsom (R/S) Allan Loeb (en), Tinker Lindsay (S)                            | Asa Butterfield, Britt Robertson, Gary Oldman, Carla Gugino, B. D. Wong | Sci-Fi, Adventure, Romance                  | ,      |
| F E V R I E R | 3      | Youth in Oregon                                                         | Orion Pictures / Samuel Goldwyn Films (en)                                                                | Joel David Moore (R) Andrew Eisen (S)                                              | Frank Langella, Billy Crudup, Christina Applegate, Nicola Peltz, Josh Lucas, Mary Kay Place, Alex Shaffer (en) | Comedy, Drama                               | [ 33 ] |
| F E V R I E R | 3      | I Am Not Your Negro                                                     | Magnolia Pictures / Amazon Studios                                                                        | Raoul Peck (R/S)                                                                   | Samuel L. Jackson | Documentary                                 | [ 34 ] |
| F E V R I E R | 3      | Growing Up Smith (en)                                                   | Good Deed Entertainment                                                                                   | Frank Lotito (R)                                                                   | Jason Lee, Anjul Nigam, Brighton Sharbino, Hilarie Burton, Roni Akurati | Comedy                                      | [ 35 ] |
| F E V R I E R | 10     | The Lego Batman Movie (Lego Batman, le film)                            | Warner Bros. / Warner Animation Group / DC Entertainment / RatPac Entertainment                           | Chris McKay (R) Seth Grahame-Smith (S)                                             | Will Arnett, Ralph Fiennes, Rosario Dawson, Michael Cera, Zach Galifianakis, Mariah Carey, Jenny Slate, Billy Dee Williams                                                                                        | Animation, Comedy, Action                   | ,      |
| F E V R I E R | 10     | Fifty Shades Darker (Cinquante nuances plus sombre)                     | Universal Pictures                                                                                        | James Foley (R); Niall Leonard (S)                                                 | Dakota Johnson, Jamie Dornan, Kim Basinger, Luke Grimes, Eloise Mumford, Max Martini, Eric Johnson, Bella Heathcote, Marcia Gay Harden, Rita Ora                                                                  | Drama, Romance                              | ,      |
| F E V R I E R | 10     | John Wick: Chapter 2                                                    | Summit Entertainment                                                                                      | Chad Stahelski (R) Derek Kolstad (S)                                               | Keanu Reeves, Common, Bridget Moynahan, Ian McShane, John Leguizamo, Ruby Rose, Laurence Fishburne | Neo-Noir, Action, Thriller                  | ,      |
| F E V R I E R | 10     | Bornless Ones                                                           | Uncork'd Entertainment                                                                                    | Alexander Babaev (R/S)                                                             | Michael Johnston, Margaret Judson, Bobby T, Lana Titova, Victoria Clare, Devin Goodsell, Gwen Holloway, Mark Furze, Greg Travis (en), Nick Saso, Rob Tepper, David Banks                                          | Horror                                      | [ 42 ] |
| F E V R I E R | 17     | The Great Wall (La Grande Muraille)                                     | Universal Pictures / Legendary Entertainment                                                              | Zhang Yimou (R) Tony Gilroy, Chris Brancato, Doug Miro (S)                         | Andy Lau, Matt Damon, Willem Dafoe, Jing Tian, Pedro Pascal, Zhang Hanyu, Eddie Peng, Lu Han, Lin Gengxin, Chen Xuedong, Huang Xuan, Wang Junkai, Ryan Zheng, Yu Xintian, Liu Qiong                               | Action, Fantasy                             | ,      |
| F E V R I E R | 17     | A Cure for Wellness (A Cure for Life)                                   | 20th Century Fox / Regency Enterprises / Blind Wink Productions                                           | Gore Verbinski (R) Justin Haythe (S)                                               | Dane DeHaan, Mia Goth, Jason Isaacs | Drama, Thriller                             | ,      |
| F E V R I E R | 17     | Fist Fight (Combat de profs)                                            | Warner Bros. / New Line Cinema / Village Roadshow Pictures / RatPac Entertainment / 21 Laps Entertainment | Richie Keen (R) Van Robichaux, Evan Susser (S)                                     | Ice Cube, Charlie Day, Christina Hendricks, Dennis Haysbert, Tracy Morgan, Jillian Bell, Dean Norris | Comedy                                      | ,      |
| F E V R I E R | 17     | American Fable (en)                                                     | IFC Films                                                                                                 | Anne Hamilton (R/S)                                                                | Peyton Kennedy, Richard Schiff, Kip Pardue, Marci Miller, Gavin MacIntosh, Zuleikha Robinson | Thriller, Fantasy                           | [ 49 ] |
| F E V R I E R | 17     | XX                                                                      | Magnet Releasing                                                                                          | Jovanka Vuckovic, Annie Clark, Roxanne Benjamin, Karyn Kusama (R)                  | Natalie Brown, Melanie Lynskey, Breeda Wool, Christina Kirk | Horror, Suspense                            | [ 50 ] |
| F E V R I E R | 17     | Lovesong                                                                | Strand Releasing                                                                                          | So Yong Kim (R)                                                                    | Jena Malone, Riley Keough, Brooklyn Decker, Amy Seimetz, Marshall Chapman, Ryan Eggold, Rosanna Arquette | Drama                                       | [ 51 ] |
| F E V R I E R | 24     | Get Out                                                                 | Universal Pictures                                                                                        | Jordan Peele (R/S)                                                                 | Daniel Kaluuya, Allison Williams, Catherine Keener, Bradley Whitford, Caleb Landry Jones | Horror                                      | ,      |
| F E V R I E R | 24     | Rock Dog                                                                | Summit Entertainment / Huayi Brothers                                                                     | Ash Brannon (R/S) Kurt Voelker (S)                                                 | Luke Wilson, Eddie Izzard, J. K. Simmons, Lewis Black, Kenan Thompson, Mae Whitman, Jorge Garcia, Matt Dillon, Sam Elliott                                                                                        | Animation, Comedy                           | ,      |
| F E V R I E R | 24     | Collide (No Way Out)                                                    | Open Road Films (en)                                                                                      | Eran Creevy (R/S) F. Scott Frazier (S)                                             | Nicholas Hoult, Felicity Jones, Anthony Hopkins, Ben Kingsley | Action, Crime, Drama                        | [ 56 ] |
| F E V R I E R | 24     | The Girl with All the Gifts (The Last Girl : Celle qui a tous les dons) | Saban Films / Lionsgate                                                                                   | Colm McCarthy (R) M.R. Carey (S)                                                   | Gemma Arterton, Glenn Close, Paddy Considine, Sennia Nanua | Post-apocalyptic, Zombie                    | [ 57 ] |
| F E V R I E R | 24     | I Don't Feel at Home in This World Anymore                              | Netflix / XYZ Films                                                                                       | Macon Blair (R/S)                                                                  | Melanie Lynskey, Elijah Wood, David Yow, Jane Levy, Devon Graye | Comedy, Thriller                            | [ 58 ] |
| M A R S       | 1      | Contemporary Color                                                      | Oscilloscope Laboratories                                                                                 | Turner Ross, Bill Ross IV (R)                                                      | | Documentary                                 | [ 59 ] |
| M A R S       | 3      | Logan                                                                   | 20th Century Fox / Marvel Entertainment                                                                   | James Mangold (director/sceenplay); Scott Frank, Michael Green (S)                 | Hugh Jackman, Patrick Stewart, Boyd Holbrook, Stephen Merchant, Richard E. Grant, Eriq La Salle, Elise Neal, Elizabeth Rodriguez, Dafne Keen                                                                      | Action, Adventure, Superhero, Drama         | ,      |
| M A R S       | 3      | The Shack (Le Chemin du pardon)                                         | Summit Entertainment                                                                                      | Stuart Hazeldine (R) John Fusco (S)                                                | Sam Worthington, Radha Mitchell, Octavia Spencer, Graham Greene | Drama                                       | ,      |
| M A R S       | 3      | Before I Fall (Le Dernier Jour de ma vie)                               | Open Road Films (en)                                                                                      | Ry Russo-Young (R) Maria Maggenti (S)                                              | Zoey Deutch, Halston Sage, Logan Miller, Kian Lawley, Elena Kampouris, Cynthy Wu, Medalion Rahimi, Diego Boneta, Jennifer Beals                                                                                   | Drama                                       | [ 64 ] |
| M A R S       | 3      | Table 19                                                                | Fox Searchlight Pictures                                                                                  | Jeffrey Blitz (R) Jay Duplass, Mark Duplass (S)                                    | Anna Kendrick, Amanda Crew, Stephen Merchant, Lisa Kudrow, Wyatt Russell, Craig Robinson, Tony Revolori, June Squibb                                                                                              | Comedy                                      | ,      |
| M A R S       | 3      | The Last Word (Adorables Ennemies)                                      | Bleecker Street (en)                                                                                      | Mark Pellington (R) Stuart Ross Fink (S)                                           | Shirley MacLaine, Amanda Seyfried | Comedy, Drama                               | [ 67 ] |
| M A R S       | 3      | Catfight                                                                | Dark Sky Films                                                                                            | Onur Tukel (R/S)                                                                   | Alicia Silverstone, Anne Heche, Sandra Oh, Dylan Baker, Amy Hill, Craig Bierko | Comedy, Action                              | [ 68 ] |
| M A R S       | 3      | Donald Cried (en)                                                       | The Orchard                                                                                               | Kristopher Avedisian (R/S)                                                         | Kristopher Avedisian, Jesse Wakeman, Louisa Krause, Ted Arcidi | Comedy                                      | [ 69 ] |
| M A R S       | 10     | Kong: Skull Island                                                      | Warner Bros. / Legendary Entertainment                                                                    | Jordan Vogt-Roberts (R) Max Borenstein, Dan Gilroy, Derek Connolly (S)             | Tom Hiddleston, Brie Larson, Samuel L. Jackson, John Goodman, John C. Reilly, Toby Kebbell, Jing Tian, Jason Mitchell, Corey Hawkins, Thomas Mann, John Ortiz, Shea Whigham, Terry Notary                         | Action, Adventure, Fantasy, Sci-Fi          | ,      |
| M A R S       | 10     | Burning Sands                                                           | Netflix                                                                                                   | Gerard McMurray (R/S) Christine Berg (S)                                           | Trevor Jackson, Alfre Woodard, Steve Harris, Trevante Rhodes, Serayah | Drama                                       | [ 72 ] |
| M A R S       | 17     | La Belle et la Bête                                                     | Walt Disney Pictures                                                                                      | Bill Condon (R/S) Evan Spiliotopoulos, Stephen Chbosky (S)                         | Emma Watson, Dan Stevens, Luke Evans, Ewan McGregor, Ian McKellen, Emma Thompson, Kevin Kline, Stanley Tucci, Josh Gad, Audra McDonald, Gugu Mbatha-Raw                                                           | Fantasy, Adventure, Musical, Drama, Romance | ,      |
| M A R S       | 17     | The Belko Experiment                                                    | Orion Pictures / Metro-Goldwyn-Mayer                                                                      | Greg McLean (R) James Gunn (S)                                                     | John Gallagher Jr., Tony Goldwyn, David Del Rio | Action, Horror, Thriller                    | [ 75 ] |
| M A R S       | 17     | Song to Song                                                            | Broad Green Pictures                                                                                      | Terrence Malick (R/S)                                                              | Ryan Gosling, Michael Fassbender, Rooney Mara, Natalie Portman, Christian Bale, Cate Blanchett, Benicio del Toro, Val Kilmer                                                                                      | Drama, Romance                              | [ 76 ] |
| M A R S       | 17     | Atomica (en)                                                            | Syfy Films                                                                                                | Dagen Merrill (R) Kevin Burke, Fred Fernandez-Armesto, Adam Gyngell (S)            | Dominic Monaghan, Tom Sizemore, Sarah Habel | Sci-Fi, Thriller                            | [ 77 ] |
| M A R S       | 17     | All Nighter (Mon ex beau-père et moi)                                   | Good Deed Entertainment                                                                                   | Gavin Wiesen (R) Seth W. Owen (S)                                                  | J. K. Simmons, Emile Hirsch, Analeigh Tipton, Taran Killam, Kristen Schaal | Comedy                                      | ,      |
| M A R S       | 17     | The Devil's Candy                                                       | IFC Midnight)                                                                                             | Sean Byrne (R)                                                                     | Ethan Embry, Shiri Appleby, Kiara Glasco, Pruitt Taylor Vince, Craig Nigh, Marco Perella | Horror                                      | [ 80 ] |
| M A R S       | 24     | Power Rangers (Power Rangers, le film)                                  | Lionsgate / Saban Capital Group                                                                           | Dean Israelite (R) John Gatins (S)                                                 | Dacre Montgomery, Naomi Scott, RJ Cyler, Becky G, Ludi Lin, Bill Hader, Bryan Cranston, Elizabeth Banks | Action, Adventure, Drama, Superhero         | ,      |
| M A R S       | 24     | Life (Life : Origine inconnue)                                          | Columbia Pictures / Skydance Media                                                                        | Daniel Espinosa (R) Paul Wernick, Rhett Reese (S)                                  | Rebecca Ferguson, Jake Gyllenhaal, Ryan Reynolds, Hiroyuki Sanada | Horror, Sci-Fi                              | ,      |
| M A R S       | 24     | CHiPs                                                                   | Warner Bros. / RatPac Entertainment                                                                       | Dax Shepard (R/S)                                                                  | Dax Shepard, Michael Peña, Vincent D'Onofrio, Adam Brody, Rosa Salazar, Vida Guerra, Kristen Bell | Comedy, Action                              | ,      |
| M A R S       | 24     | Wilson                                                                  | Fox Searchlight Pictures                                                                                  | Craig Johnson (R) Daniel Clowes (S)                                                | Woody Harrelson, Laura Dern, Isabella Amara, Judy Greer, Cheryl Hines, Margo Martindale, David Warshofsky | Comedy, Drama                               | ,      |
| M A R S       | 24     | Victor                                                                  | Ocean Avenue Entertainment                                                                                | Brandon Dickerson (R/S) Thomas Ward (S)                                            | Patrick Davis, Nick Eversman, Cortney Palm, Rick Gonzalez, Matt Marquez, Lisa Vidal, Josh Pence | Drama                                       | [ 89 ] |
| M A R S       | 24     | Car Dogs (en)                                                           | | Adam Collis (R) Mark Edward King (S)                                               | Patrick J. Adams, George Lopez, Nia Vardalos, Octavia Spencer, Josh Hopkins, Dash Mihok, Chris Mulkey, Alessandra Torresani, Cory Hardrict, Stefanie Butler, Joe Massingill                                       | Comedy                                      | [ 90 ] |
| M A R S       | 24     | Walk of Fame                                                            | Level 33 Entertainment                                                                                    | Jesse Thomas (R/S)                                                                 | Scott Eastwood, Malcolm McDowell, Chris Kattan, Laura Ashley Samuels, Jamie Kennedy, Cory Hardrict | Comedy, Romance                             | [ 91 ] |
| M A R S       | 31     | Ghost in the Shell                                                      | Paramount Pictures / DreamWorks / Reliance Entertainment                                                  | Rupert Sanders (R) Jamie Moss (en), William Wheeler, Ehren Kruger (S)              | Scarlett Johansson, Takeshi Kitano, Michael Pitt, Pilou Asbæk, Chin Han, Juliette Binoche, Rila Fukushima, Anamaria Marinca, Kaori Momoi                                                                          | Action, Adventure, Crime, Sci-Fi            |        |
| M A R S       | 31     | The Boss Baby (Baby Boss)                                               | 20th Century Fox / DreamWorks Animation                                                                   | Tom McGrath (R) Michael McCullers (S)                                              | Alec Baldwin, Steve Buscemi, Tobey Maguire, Jimmy Kimmel, Lisa Kudrow | Animation, Comedy                           | ,      |
| M A R S       | 31     | The Zookeeper's Wife (La Femme du gardien de zoo)                       | Focus Features                                                                                            | Niki Caro (R) Angela Workman (S)                                                   | Jessica Chastain, Johan Heldenbergh, Daniel Brühl, Michael McElhatton | War, Drama                                  | ,      |
| M A R S       | 31     | The Blackcoat's Daughter (February)                                     | A24 | Oz Perkins (R/S)                                                                   | Emma Roberts, Kiernan Shipka, Lucy Boynton, Lauren Holly, James Remar | Horror, Thriller                            | [ 96 ] |
| M A R S       | 31     | The Discovery                                                           | Netflix                                                                                                   | Charlie McDowell (R/S) Justin Lader (S)                                            | Jason Segel, Rooney Mara, Robert Redford, Jesse Plemons, Riley Keough | Romance, Drama, Sci-Fi                      | [ 97 ] |
| M A R S       | 31     | Carrie Pilby                                                            | The Orchard                                                                                               | Susan Johnson (R)                                                                  | Bel Powley, Vanessa Bayer, Colin O'Donoghue, William Moseley, Jason Ritter, Gabriel Byrne, Nathan Lane | Comedy, Romance                             | [ 98 ] |

### Avril, mai, juin
| Sortie    | Sortie | Titre                                                                                             | Studio de production                                                                                  | Réalisateur (R) Scénariste (S)                                                           | Casting | Genre                                             | Réf.    |
| --------- | ------ | ------------------------------------------------------------------------------------------------- | --- | ---------------------------------------------------------------------------------------- | --- | ------------------------------------------------- | ------- |
| A V R I L | 7      | The Case for Christ (Jésus, l'enquête)                                                            | Pure Flix Entertainment                                                                               | Jon Gunn (R) Brian Bird (R/S)                                                            | Mike Vogel, Erika Christensen, Robert Forster, Faye Dunaway, Grant Goodeve | Drama                                             | [ 99 ]  |
| A V R I L | 7      | Smurfs: The Lost Village (Les Schtroumpfs et le Village perdu)                                    | Columbia Pictures / Sony Pictures Animation / The Kerner Entertainment Company                        | Kelly Asbury (R) Stacey Harmon, Pamela Ribon (R/S)                                       | Demi Lovato, Mandy Patinkin, Jack McBrayer, Danny Pudi, Joe Manganiello, Rainn Wilson, Ariel Winter | Animation, Comedy, Fantasy, Family                | ,       |
| A V R I L | 7      | Going in Style (Braquage à l'ancienne)                                                            | Warner Bros. / New Line Cinema / Village Roadshow Pictures / RatPac Entertainment / De Line Pictures  | Zach Braff (R) Theodore Melfi (R/S)                                                      | Morgan Freeman, Michael Caine, Alan Arkin, Joey King, Matt Dillon, Ann-Margret, Christopher Lloyd, Siobhan Fallon Hogan, John Ortiz, Peter Serafinowicz                                                             | Comedy, Crime                                     | ,       |
| A V R I L | 7      | Colossal                                                                                          | Neon (en)                                                                                             | Nacho Vigalondo (R/S)                                                                    | Anne Hathaway, Jason Sudeikis, Dan Stevens, Austin Stowell, Tim Blake Nelson | Sci-Fi, Comedy                                    | ,       |
| A V R I L | 7      | Gifted (Mary)                                                                                     | Fox Searchlight Pictures / TSG Entertainment                                                          | Marc Webb (R) Tom Flynn (R/S)                                                            | Chris Evans, Mckenna Grace, Jenny Slate, Lindsay Duncan, Octavia Spencer | Drama                                             | ,       |
| A V R I L | 7      | Aftermath                                                                                         | Lionsgate Premiere                                                                                    | Elliott Lester (R) Javier Gullón (R/S)                                                   | Arnold Schwarzenegger, Scoot McNairy, Maggie Grace, Martin Donovan | Drama, Thriller                                   | [ 109 ] |
| A V R I L | 14     | The Fate of the Furious (Fast and Furious 8)                                                      | Universal Pictures / Original Film / One Race Films                                                   | F. Gary Gray (R) Chris Morgan (R/S)                                                      | Vin Diesel, Dwayne Johnson, Michelle Rodriguez, Kurt Russell, Charlize Theron, Jason Statham, Helen Mirren, Tyrese Gibson, Chris Bridges, Elsa Pataky, Nathalie Emmanuel, Scott Eastwood, Kristofer Hivju           | Action, Adventure                                 | ,       |
| A V R I L | 14     | Spark : L'Héritier de la planète des singes                                                       | Open Road Films (en) / ToonBox Entertainment                                                          | Aaron Woodley (R/S)                                                                      | Jace Norman, Jessica Biel, Susan Sarandon, Patrick Stewart, Hilary Swank | Sci-Fi, Animation, Comedy                         | [ 112 ] |
| A V R I L | 14     | The Lost City of Z                                                                                | Plan B Entertainment                                                                                  | James Gray (R/S)                                                                         | Charlie Hunnam, Robert Pattinson, Tom Holland, Sienna Miller | Adventure, Drama                                  | ,       |
| A V R I L | 14     | My Entire High School Sinking Into the Sea (en)                                                   | GKIDS                                                                                                 | Dash Shaw (R/S)                                                                          | Jason Schwartzman, Reggie Watts, Lena Dunham, Maya Rudolph, Susan Sarandon, Thomas Jay Ryan, Alex Karpovsky, John Cameron Mitchell                                                                                  | Animation, Comedy                                 | [ 115 ] |
| A V R I L | 14     | The Outcasts (Les Parias)                                                                         | Swen Group                                                                                            | Peter Hutchings (R) Dominique Ferrari, Suzanne Wrubel (R/S)                              | Victoria Justice, Eden Sher, Ashley Rickards, Claudia Lee, Katie Chang, Peyton List, Avan Jogia, Will Peltz, Harry Katzman                                                                                          | Comedy                                            | ,       |
| A V R I L | 21     | Born in China (Nés en Chine)                                                                      | Disneynature                                                                                          | Lu Chuan (R) David Fowler (R/S)                                                          | John Krasinski, Zhou Xun (narrateur) | Documentary                                       | [ 118 ] |
| A V R I L | 21     | Unforgettable (Rivales)                                                                           | Warner Bros. / RatPac Entertainment                                                                   | Denise Di Novi (R) David Leslie Johnson, Christina Hodson (R/S)                          | Katherine Heigl, Rosario Dawson, Geoff Stults, Isabella Rice, Cheryl Ladd, Simon Kassianides, Whitney Cummings, Robert Wisdom                                                                                       | Thriller                                          | ,       |
| A V R I L | 21     | The Promise (La Promesse)                                                                         | Open Road Films (en)                                                                                  | Terry George (R/S) Robin Swicord (R/S)                                                   | Oscar Isaac, Charlotte Le Bon, Christian Bale, Daniel Giménez Cacho, Shohreh Aghdashloo, Rade Šerbedžija | Drama                                             | [ 121 ] |
| A V R I L | 28     | The Circle                                                                                        | STX Entertainment / EuropaCorp / Image Nation / Playtone / Likely Story                               | James Ponsoldt (R/S)                                                                     | Tom Hanks, Emma Watson, John Boyega, Karen Gillan, Patton Oswalt, Bill Paxton | Sci-Fi, Drama, Thriller                           | ,       |
| A V R I L | 28     | How to Be a Latin Lover                                                                           | Pantelion Films                                                                                       | Ken Marino (R) Chris Spain, Jon Zack (R/S)                                               | Eugenio Derbez, Salma Hayek, Raphael Alejandro, Rob Lowe, Kristen Bell, Raquel Welch, Rob Riggle, Renée Taylor, Rob Huebel, Michaela Watkins, Linda Lavin                                                           | Comedy                                            | [ 124 ] |
| A V R I L | 28     | Sleight                                                                                           | BH Tilt / WWE Studios                                                                                 | J.D. Dillard (R/S)                                                                       | Jacob Latimore, Seychelle Gabriel, Dulé Hill, Storm Reid, Sasheer Zamata, Michael Villar | Sci-Fi, Drama                                     | ,       |
| M A I     | 5      | Guardians of the Galaxy Vol. 2 (Les Gardiens de la Galaxie Vol. 2)                                | Marvel Studios                                                                                        | James Gunn (R/S)                                                                         | Chris Pratt, Zoe Saldana, Dave Bautista, Vin Diesel, Bradley Cooper, Michael Rooker, Karen Gillan, Sean Gunn, Pom Klementieff, Elizabeth Debicki, Chris Sullivan, Sylvester Stallone, Kurt Russell                  | Superhero, Comedy, Adventure, Sci-Fi              | [ 127 ] |
| M A I     | 5      | The Lovers (La Prophétie de l'anneau)                                                             | A24                                                                                                   | Azazel Jacobs (R/S)                                                                      | Debra Winger, Tracy Letts, Aidan Gillen, Melora Walters, Tyler Ross, Jessica Sula | Comedy, Romance                                   | ,       |
| M A I     | 5      | 3 Generations (About Ray)                                                                         | The Weinstein Company                                                                                 | Gaby Dellal (R/S)                                                                        | Naomi Watts, Elle Fanning, Susan Sarandon, Tate Donovan, Linda Emond, Sam Trammell | Drama                                             | [ 130 ] |
| M A I     | 12     | King Arthur: Legend of the Sword (Le Roi Arthur : La Légende d'Excalibur)                         | Warner Bros. / Village Roadshow Pictures / RatPac Entertainment / Weed Road Pictures                  | Guy Ritchie (R) Joby Harold (R/S)                                                        | Charlie Hunnam, Aidan Gillen, Àstrid Bergès-Frisbey, Eric Bana, Jude Law, Djimon Hounsou, Kingsley Ben-Adir, Neil Maskell, Millie Brady, David Beckham, Katie McGrath, Michael McElhatton                           | Action, Adventure, Epic                           | ,       |
| M A I     | 12     | Snatched (Larguées)                                                                               | 20th Century Fox / TSG Entertainment / Chernin Entertainment \|                                       | Jonathan Levine (R) Katie Dippold, Amy Schumer, Kim Caramele (R/S)                       | Amy Schumer, Goldie Hawn, Christopher Meloni, Ike Barinholtz, Óscar Jaenada, Wanda Sykes | Comedy                                            | ,       |
| M A I     | 12     | Lowriders                                                                                         | BH Tilt / Imagine Entertainment                                                                       | Ricardo de Montreuil (R) Justin Tipping (R/S)                                            | Demián Bichir, Gabriel Chavarria, Theo Rossi, Melissa Benoist, Tony Revolori, Eva Longoria, Cress Williams, Yvette Monreal                                                                                          | Drama                                             | [ 135 ] |
| M A I     | 12     | The Wall                                                                                          | Roadside Attractions                                                                                  | Doug Liman (R) Dwain Worrell (R/S)                                                       | Aaron Taylor-Johnson, John Cena | Drama, Thriller                                   | ,       |
| M A I     | 12     | Paris Can Wait                                                                                    | Sony Pictures Classics                                                                                | Eleanor Coppola (R/S)                                                                    | Diane Lane, Alec Baldwin, Arnaud Viard | Comedy, Romance                                   | [ 138 ] |
| M A I     | 19     | Alien: Covenant                                                                                   | 20th Century Fox / TSG Entertainment / Scott Free Productions                                         | Ridley Scott (R) Michael Green, Jack Paglen (R/S)                                        | Michael Fassbender, Katherine Waterston, Demián Bichir, Billy Crudup, Danny McBride, Jussie Smollett, Amy Seimetz, Carmen Ejogo, Callie Hernandez, Alex England, James Franco                                       | Sci-Fi, Horror                                    | [ 139 ] |
| M A I     | 19     | Diary of a Wimpy Kid: The Long Haul                                                               | 20th Century Fox                                                                                      | David Bowers (R) Adam Sztykiel, Brett Baer, Dave Finkel (R/S)                            | Jason Ian Drucker, Owen Asztalo, Charlie Wright, Alicia Silverstone, Tom Everett Scott | Comedy, Family                                    | [ 140 ] |
| M A I     | 19     | Everything, Everything                                                                            | Warner Bros. / Metro-Goldwyn-Mayer                                                                    | Stella Meghie (R) J. Mills Goodloe (R/S)                                                 | Amandla Stenberg, Nick Robinson, Anika Noni Rose, Ana de la Reguera, Danube Hermosillo | Romance, Drama                                    | ,       |
| M A I     | 19     | Wakefield                                                                                         | IFC Films                                                                                             | Robin Swicord (R/S)                                                                      | Bryan Cranston, Jennifer Garner, Victoria Bruno, Pippa Bennett-Warner | Drama                                             | [ 143 ] |
| M A I     | 25     | Baywatch (Baywatch : Alerte à Malibu)                                                             | Paramount Pictures / Uncharted / The Montecito Picture Company                                        | Seth Gordon (R) Mark Swift et Damian Shannon (R/S)                                       | Dwayne Johnson, Zac Efron, Priyanka Chopra, Alexandra Daddario, Kelly Rohrbach, Yahya Abdul-Mateen II, Ilfenesh Hadera, Jon Bass                                                                                    | Comedy                                            | ,       |
| M A I     | 26     | Pirates of the Caribbean: Dead Men Tell No Tales (Pirates des Caraïbes : La Vengeance de Salazar) | Walt Disney Pictures / Jerry Bruckheimer Films                                                        | Joachim Rønning, Espen Sandberg (R) Jeff Nathanson (R/S)                                 | Johnny Depp, Javier Bardem, Orlando Bloom, Brenton Thwaites, Kaya Scodelario, Geoffrey Rush, Kevin McNally, Stephen Graham, Martin Klebba, Paul McCartney                                                           | Action, Adventure, Fantasy, Comedy                | ,       |
| M A I     | 26     | Buena Vista Social Club: Adios                                                                    | Broad Green Pictures                                                                                  | Lucy Walker (R)                                                                          | | Documentary                                       | [ 148 ] |
| M A I     | 26     | War Machine                                                                                       | Netflix / Plan B Entertainment                                                                        | David Michôd (R/S) Michael Hastings (livre)                                              | Brad Pitt, Anthony Michael Hall, Topher Grace, Anthony Hayes, John Magaro, Emory Cohen, Daniel Betts, Lakeith Stanfield, RJ Cyler, Aymen Hamdouchi, Alan Ruck, Meg Tilly, Will Poulter, Ben Kingsley, Tilda Swinton | Comedy, Drama, War                                | [ 149 ] |
| J U I N   | 2      | Wonder Woman (Wonder Woman)                                                                       | Warner Bros. / RatPac Entertainment / DC Entertainment                                                | Patty Jenkins (R) Allan Heinberg (R/S)                                                   | Gal Gadot, Chris Pine, Connie Nielsen, Robin Wright, Lucy Davis, Lisa Loven Kongsli, Danny Huston, David Thewlis, Ewen Bremner, Saïd Taghmaoui, Elena Anaya                                                         | Superhero, Action, Adventure, Fantasy, Drama, War | ,       |
| J U I N   | 2      | Captain Underpants: The First Epic Movie (Capitaine Superslip)                                    | 20th Century Fox / DreamWorks Animation                                                               | David Soren, Rob Letterman (directors); Nicholas Stoller (R/S)                           | Ed Helms, Kevin Hart, Thomas Middleditch, Nick Kroll, Anna Kendrick, Jordan Peele, Kristen Schaal | Animation, Action, Comedy, Family                 | [ 152 ] |
| J U I N   | 2      | Dean (en)                                                                                         | CBS Films / Lionsgate                                                                                 | Demetri Martin (R/S)                                                                     | Demetri Martin, Kevin Kline, Gillian Jacobs, Mary Steenburgen, Reid Scott, Rory Scovel, Christine Woods, Ginger Gonzaga, Peter Scolari, Briga Heelan                                                                | Comedy, Drama, Romance                            | [ 153 ] |
| J U I N   | 9      | The Mummy (La Momie)                                                                              | Universal Pictures / K/O Paper Products                                                               | Alex Kurtzman (R) Jon Spaihts, Christopher McQuarrie (R/S)                               | Tom Cruise, Russell Crowe, Sofia Boutella, Annabelle Wallis, Jake Johnson, Marwan Kenzari, Courtney B. Vance | Action, Adventure, Fantasy, Horror                | ,       |
| J U I N   | 9      | It Comes at Night                                                                                 | A24                                                                                                   | Trey Edward Shults (R)                                                                   | Joel Edgerton, Riley Keough, Christopher Abbott, Kelvin Harrison Jr., Carmen Ejogo | Horror, Mystery                                   | [ 156 ] |
| J U I N   | 9      | My Cousin Rachel                                                                                  | Fox Searchlight Pictures                                                                              | Roger Michell (R/S)                                                                      | Rachel Weisz, Sam Claflin, Iain Glen, Holliday Grainger | Drama                                             | [ 157 ] |
| J U I N   | 9      | Megan Leavey                                                                                      | Bleecker Street (en)                                                                                  | Gabriela Cowperthwaite (R) Annie Mumolo (R/S)                                            | Kate Mara, Edie Falco, Common, Ramón Rodríguez, Tom Felton | Biography, War                                    | [ 158 ] |
| J U I N   | 9      | Beatriz at Dinner (USA, CAN)                                                                      | Roadside Attractions                                                                                  | Miguel Arteta (R) Mike White (R/S)                                                       | Salma Hayek, Chloë Sevigny, Connie Britton, John Lithgow, Jay Duplass, David Warshofsky, Amy Landecker, John Early                                                                                                  | Comedy, Drama                                     | ,       |
| J U I N   | 16     | Cars 3                                                                                            | Walt Disney Pictures / Pixar                                                                          | Brian Fee (R) Kiel Murray, Bob Peterson, Mike Rich (R/S)                                 | Owen Wilson, Larry the Cable Guy, Bonnie Hunt, Cheech Marin, Michael Wallis, Cristela Alonzo, Armie Hammer, Paul Dooley                                                                                             | Animation, Sports, Comedy, Drama                  | ,       |
| J U I N   | 16     | Rough Night (Pire Soirée)                                                                         | Columbia Pictures                                                                                     | Lucia Aniello (R/S) Paul W. Downs (R/S)                                                  | Scarlett Johansson, Zoë Kravitz, Kate McKinnon, Jillian Bell, Ilana Glazer, Paul W. Downs, Demi Moore, Ty Burrell, Colton Haynes                                                                                    | Comedy                                            | ,       |
| J U I N   | 16     | All Eyez on Me                                                                                    | Summit Entertainment / Morgan Creek Productions / Codeblack Films                                     | Benny Boom (R) Ed Gonzalez, Jeremy Haft (R/S)                                            | Demetrius Shipp Jr., Kat Graham, Lauren Cohan, Hill Harper, Danai Gurira | Biography, Drama                                  | ,       |
| J U I N   | 16     | 47 Meters Down                                                                                    | Entertainment Studios                                                                                 | Johannes Roberts (R) Johannes Roberts, Ernest Riera (R/S)                                | Mandy Moore, Claire Holt, Matthew Modine | Horror                                            | [ 167 ] |
| J U I N   | 16     | The Book of Henry                                                                                 | Focus Features                                                                                        | Colin Trevorrow (R) Gregg Hurwitz (R/S)                                                  | Naomi Watts, Jacob Tremblay, Jaeden Lieberher, Dean Norris, Maddie Ziegler, Sarah Silverman, Lee Pace, Bobby Moynihan, Tonya Pinkins                                                                                | Drama                                             | [ 168 ] |
| J U I N   | 21     | Transformers: The Last Knight                                                                     | Paramount Pictures                                                                                    | Michael Bay (R) Ken Nolan (en), Art Marcum and Matt Holloway (R/S)                       | Mark Wahlberg, Anthony Hopkins, Isabela Moner, Josh Duhamel, John Turturro, Stanley Tucci, Mitch Pileggi, Jerrod Carmichael, Laura Haddock, Santiago Cabrera, Peter Cullen, John Goodman, John DiMaggio             | Action, Adventure, Sci-Fi                         | ,       |
| J U I N   | 23     | The Beguiled (Les Proies)                                                                         | Focus Features                                                                                        | Sofia Coppola (R/S)                                                                      | Colin Farrell, Nicole Kidman, Kirsten Dunst, Elle Fanning, Angourie Rice, Oona Laurence | Drama, Western                                    | ,       |
| J U I N   | 23     | The Big Sick                                                                                      | Lionsgate                                                                                             | Michael Showalter (R) Kumail Nanjiani, Emily V. Gordon (R/S)                             | Kumail Nanjiani, Zoe Kazan, Holly Hunter, Ray Romano | Romance, Comedy, Drama                            | [ 173 ] |
| J U I N   | 23     | The Bad Batch                                                                                     | Neon (en)                                                                                             | Ana Lily Amirpour (R/S)                                                                  | Suki Waterhouse, Jason Momoa, Giovanni Ribisi, Yolonda Ross, Diego Luna, Keanu Reeves, Jim Carrey | Romance, Horror, Thriller                         | ,       |
| J U I N   | 28     | Baby Driver                                                                                       | TriStar Pictures / Media Rights Capital / Working Title Films                                         | Edgar Wright (R/S)                                                                       | Ansel Elgort, Lily James, Jamie Foxx, Jon Hamm, Kevin Spacey, Jon Bernthal, Eiza González | Comedy, Action, Crime                             | [ 176 ] |
| J U I N   | 28     | Okja                                                                                              | Netflix / Plan B Entertainment                                                                        | Bong Joon-ho (R/S) Jon Ronson (R/S)                                                      | Tilda Swinton, Paul Dano, Ahn Seo-hyun, Byun Hee-bong, Steven Yeun, Lily Collins, Yoon Je-moon, Shirley Henderson, Daniel Henshall, Devon Bostick, Choi Woo-sik, Giancarlo Esposito, Jake Gyllenhaal                | Action, Adventure, Drama, Fantasy                 | [ 176 ] |
| J U I N   | 30     | Despicable Me 3 (Moi, moche et méchant 3)                                                         | Universal Pictures / Illumination Entertainment                                                       | Pierre Coffin, Kyle Balda (R) Eric Guillon (co-réalisateur) Cinco Paul, Ken Daurio (R/S) | Steve Carell, Kristen Wiig, Trey Parker, Miranda Cosgrove, Dana Gaier, Nev Scharrel, Steve Coogan, Jenny Slate, Julie Andrews                                                                                       | Animation, Comedy, Adventure, Action              | ,       |
| J U I N   | 30     | The House (Vegas Academy : Coup de poker pour la fac)                                             | Warner Bros. / New Line Cinema / Village Roadshow Pictures / Good Universe / Gary Sanchez Productions | Andrew J. Cohen (en) (R/S) Brendan O'Brien (en) (R/S)                                    | Will Ferrell, Amy Poehler, Ryan Simpkins, Jason Mantzoukas, Nick Kroll, Cedric Yarbrough, Jeremy Renner | Comedy                                            | ,       |
| J U I N   | 30     | The Little Hours (Les Bonnes Sœurs)                                                               | Gunpowder & Sky                                                                                       | Jeff Baena (R/S)                                                                         | Alison Brie, Dave Franco, Kate Micucci, Aubrey Plaza, John C. Reilly, Molly Shannon, Fred Armisen, Jemima Kirke, Lauren Weedman, Nick Offerman, Paul Reiser, Adam Pally, Paul Weitz, Jon Gabrus                     | Comedy                                            | ,       |
| J U I N   | 30     | Inconceivable (Usurpation)                                                                        | Lionsgate Premiere                                                                                    | Jonathan Baker (R) Chloe King (R/S)                                                      | Nicolas Cage, Faye Dunaway, Gina Gershon, Natalie Eva Marie | Drama, Thriller                                   | [ 183 ] |
| J U I N   | 30     | 2:22                                                                                              | Magnet Releasing                                                                                      | Paul Currie (R) Nathan Parker, Todd Stein (R/S)                                          | Michiel Huisman, Teresa Palmer, Sam Reid, Simone Kessell, Maeve Dermody, Kerry Armstrong, John Waters | Drama, Thriller                                   | [ 184 ] |

### Juillet, août, septembre
| Sortie            | Sortie | Titre                                                                           | Studio                                                                                            | Réalisateur | Casting | Genre                                                      | Réf.    |
| ----------------- | ------ | ------------------------------------------------------------------------------- | ------------------------------------------------------------------------------------------------- | --- | --- | ---------------------------------------------------------- | ------- |
| J U I L E T       | 7      | A Ghost Story                                                                   | A24                                                                                               | David Lowery (réalisation / scénario) | Casey Affleck, Rooney Mara | Drama, Fantasy, Horror, Romance                            | [ 185 ] |
| J U I L E T       | 7      | Spider-Man: Homecoming                                                          | Columbia Pictures / Marvel Studios                                                                | Jon Watts (réalisation / scénario) ; John Francis Daley, Jonathan M. Goldstein, Christopher Ford, Chris McKenna, Erik Sommers (scénario) | Tom Holland, Michael Keaton, Zendaya, Donald Glover, Jacob Batalon, Laura Harrier, Tony Revolori, Tyne Daly, Bokeem Woodbine, Marisa Tomei, Robert Downey Jr.                            | Action, Adventure, Superhero, Comedy, Sci-Fi               | [ 185 ] |
| J U I L E T       | 14     | La Planète des singes : Suprématie (War for the Planet of the Apes)             | 20th Century Fox / Chernin Entertainment / TSG Entertainment                                      | Matt Reeves (réalisation / scénario) ; Mark Bomback (scénario)                                                                           | Andy Serkis, Gabriel Chavarria, Woody Harrelson, Judy Greer, Steve Zahn | Sci-Fi, Adventure, Drama, Action                           | [ 186 ] |
| J U I L E T       | 14     | I Wish : Faites un vœu                                                          | Broad Green Pictures / Orion Pictures                                                             | John Leonetti (réalisateur) ; Barbara Marshall (scénario)                                                                                | Joey King, Ryan Phillippe, Ki Hong Lee, Mitchell Slaggert, Shannon Purser, Sydney Park, Kevin Hanchard, Sherilyn Fenn                                                                    | Thriller, Horror                                           | [ 187 ] |
| J U I L E T       | 21     | Dunkerque                                                                       | Warner Bros. Pictures / Syncopy Inc.                                                              | Christopher Nolan (réalisation / scénario)                                                                                               | Fionn Whitehead, Tom Hardy, Cillian Murphy, Mark Rylance, Kenneth Branagh, Harry Styles, James D'Arcy, Jack Lowden, Kevin Guthrie                                                        | Action, War, Drama, History, Adventure, Thriller           | [ 188 ] |
| J U I L E T       | 21     | Valérian et la Cité des mille planètes                                          | STX Entertainment / EuropaCorp                                                                    | Luc Besson (réalisation / scénario) | Dane DeHaan, Cara Delevingne, Clive Owen, Rihanna, Ethan Hawke, Herbie Hancock, Kris Wu, Rutger Hauer                                                                                    | Sci-Fi, Action, Adventure                                  | [ 189 ] |
| J U I L E T       | 21     | Girls Trip                                                                      | Universal Studios / Perfect World Pictures / Will Packer Productions                              | Malcolm D. Lee (réalisateur) ; Kenya Barris (en), Tracy Oliver (scénario)                                                                | Regina Hall, Queen Latifah, Jada Pinkett Smith, Tiffany Haddish, Larenz Tate, Mike Colter, Kofi Siriboe                                                                                  | Romance, Comedy                                            | [ 190 ] |
| J U I L E T       | 21     | First Kill                                                                      | Lionsgate Premiere                                                                                | Steven C. Miller (réalisateur) ; Nick Gordon (scénario)                                                                                  | Hayden Christensen, Bruce Willis, Gethin Anthony, Megan Leonard, Tyler Jon Olson, Shea Buckner, Ty Shelton                                                                               | Thriller, Action                                           | [ 191 ] |
| J U I L E T       | 28     | Atomic Blonde                                                                   | Focus Features                                                                                    | David Leitch (réalisateur) ; Kurt Johnstad (scénario)                                                                                    | Charlize Theron, James McAvoy, John Goodman, Sofia Boutella, Toby Jones, Eddie Marsan | Spy, Action, Thriller                                      | [ 192 ] |
| J U I L E T       | 28     | Le Monde secret des Emojis                                                      | Columbia Pictures / Sony Pictures Animation                                                       | Tony Leondis (réalisation / scénario); Eric Siegel, Mike White (scénario)                                                                | T. J. Miller, Anna Faris, James Corden, Jennifer Coolidge, Rob Riggle, Steven Wright, Patrick Stewart                                                                                    | Animation, Comedy, Adventure                               | [ 193 ] |
| J U I L E T       | 28     | Une suite qui dérange (An Inconvenient Sequel: Truth to Power)                  | Paramount Pictures / Participant Media                                                            | Bonni Cohen (réalisateur) | Al Gore | Documentary                                                | [ 194 ] |
| J U I L E T       | 28     | Detroit                                                                         | Annapurna Pictures                                                                                | Kathryn Bigelow (réalisateur) ; Mark Boal (scénario)                                                                                     | John Boyega, Will Poulter, Algee Smith, Jacob Latimore, Jason Mitchell, Hannah Murray, Kaitlyn Dever, Jack Reynor, Ben O'Toole, John Krasinski, Anthony Mackie                           | Crime, Drama                                               | [ 195 ] |
| J U I L E T       | 28     | Brigsby Bear                                                                    | Sony Pictures Classics                                                                            | Dave McCary (réalisateur) ; Kyle Mooney (en), Kevin Costello (scénario)                                                                  | Kyle Mooney, Mark Hamill, Claire Danes, Greg Kinnear, Andy Samberg, Matt Walsh, Michaela Watkins, Beck Bennett                                                                           | Comedy, Drama                                              | [ 196 ] |
| J U I L E T       | 28     | Brooklyn Yiddish (Menashe)                                                      | A24                                                                                               | Joshua Z. Weinstein (réalisateur) ; Joshua Z. Weinstein, Alex Lipschultz, Musa Syeed (scénario)                                          | Menashe Lustig, Ruben Nidorski, Yoel Weisshaus, Meyer Schwartz | Drama                                                      | [ 197 ] |
| A O Û T           | 4      | La Tour sombre (The Dark Tower)                                                 | Columbia Pictures / Media Rights Capital / Imagine Entertainment / Weed Road Pictures             | Nikolaj Arcel (réalisation / scénario) ; Jeff Pinkner (scénario)                                                                         | Idris Elba, Matthew McConaughey, Tom Taylor, Abbey Lee Kershaw, Katheryn Winnick, Jackie Earle Haley, Claudia Kim                                                                        | Action, Fantasy, Adventure, Horror, Sci-Fi, Western        | [ 198 ] |
| A O Û T           | 4      | Kidnap                                                                          | Aviron Pictures                                                                                   | Luis Prieto (en) (réalisation) ; Knate Gwaltney (scénario)                                                                               | Halle Berry, Sage Correa, Lew Temple, Chris McGinn | Action, Thriller                                           | [ 199 ] |
| A O Û T           | 4      | Step (en)                                                                       | Fox Searchlight Pictures                                                                          | Amanda Lipitz (réalisateur) | Blessin Giraldo, Cori Grainger, Tayla Solomon, Gari McIntyre, Paula Dofat | Documentary                                                | [ 200 ] |
| A O Û T           | 4      | Wind River                                                                      | The Weinstein Company                                                                             | Taylor Sheridan (réalisation / scénario)                                                                                                 | Jeremy Renner, Elizabeth Olsen, Jon Bernthal, Kelsey Chow | Drama, Thriller                                            | [ 201 ] |
| A O Û T           | 4      | Armed Response                                                                  | Saban Films / WWE Films                                                                           | John Stockwell (réalisateur) ; Matt Savelloni (scénario)                                                                                 | Wesley Snipes, Anne Heche, Dave Annable, Seth Rollins, Gene Simmons, Mo Gallini | Thriller, Sci-Fi, Action                                   | [ 202 ] |
| A O Û T           | 11     | Annabelle 2 : La Création du mal                                                | Warner Bros. / New Line Cinema / RatPac Entertainment                                             | David F. Sandberg (réalisateur) ; Gary Dauberman (scénario)                                                                              | Miranda Otto, Anthony LaPaglia, Stephanie Sigman, Talitha Bateman, Lulu Wilson, Tayler Buck, Alicia Vela-Bailey                                                                          | Horror                                                     | [ 203 ] |
| A O Û T           | 11     | Le Château de verre (The Glass Castle)                                          | Lionsgate                                                                                         | Destin Daniel Cretton (réalisation / scénario); Marti Noxon, Andrew Lanham (scénario)                                                    | Brie Larson, Naomi Watts, Woody Harrelson, Sarah Snook | Drama                                                      | [ 204 ] |
| A O Û T           | 11     | Opération Casse-noisette 2 (The Nut Job 2: Nutty by Nature)                     | Open Road Films (en) / ToonBox Entertainment                                                      | Cal Brunker (réalisation / scénario); Bob Barlen, Scott Bindley (scénario)                                                               | Will Arnett, Katherine Heigl, Maya Rudolph, Sebastian Maniscalco, Kari Wahlgren, Bobby Moynihan, Isabela Moner, Bobby Cannavale, Gabriel Iglesias, Jeff Dunham, Peter Stormare           | Animation, Comedy                                          | [ 205 ] |
| A O Û T           | 11     | Good Time                                                                       | A24                                                                                               | Ben Safdie & Joshua Safdie (réalisateurs) ; Joshua Safdie, Ronald Bronstein (scénario)                                                   | Robert Pattinson, Jennifer Jason Leigh, Ben Safdie, Barkhad Abdi, Buddy Duress, Taliah Webster                                                                                           | Crime, Drama                                               | [ 206 ] |
| A O Û T           | 11     | Instalife (Ingrid Goes West)                                                    | Neon (en)                                                                                         | Matt Spicer (réalisation / scénario) | Aubrey Plaza, Elizabeth Olsen, O'Shea Jackson Jr., Wyatt Russell, Billy Magnussen | Comedy, Drama                                              | [ 207 ] |
| A O Û T           | 11     | Liaisons à New York (The Only Living Boy in New York)                           | Amazon Studios / Roadside Attractions                                                             | Marc Webb (réalisateur) ; Allan Loeb (en) (scénario)                                                                                     | Callum Turner, Kate Beckinsale, Pierce Brosnan, Cynthia Nixon, Jeff Bridges, Kiersey Clemons, Debi Mazar, Bill Camp, Tate Donovan                                                        | Drama                                                      | [ 208 ] |
| A O Û T           | 18     | Hitman and Bodyguard (The Hitman's Bodyguard)                                   | Summit Entertainment / Millennium Media                                                           | Patrick Hughes (réalisateur) ; Tom O'Conner (scénario)                                                                                   | Ryan Reynolds, Samuel L. Jackson, Gary Oldman, Élodie Yung, Salma Hayek | Action, Comedy                                             | [ 209 ] |
| A O Û T           | 18     | Logan Lucky                                                                     | Bleecker Street / FilmNation Entertainment                                                        | Steven Soderbergh (réalisateur) ; Rebecca Blunt (scénario)                                                                               | Channing Tatum, Adam Driver, Riley Keough, Daniel Craig, Hilary Swank, Seth MacFarlane, Katie Holmes, Katherine Waterston, Sebastian Stan                                                | Heist, Comedy                                              | [ 210 ] |
| A O Û T           | 18     | Patti Cake$                                                                     | Fox Searchlight Pictures                                                                          | Geremy Jasper (réalisation / scénario)                                                                                                   | Danielle Macdonald, McCaul Lombardi | Drama                                                      | [ 211 ] |
| A O Û T           | 25     | All Saints (en)                                                                 | Affirm Films / Provident Films                                                                    | Steve Gomer (réalisateur) ; Steve Armour (scénario)                                                                                      | John Corbett, Cara Buono | Drama                                                      | [ 212 ] |
| A O Û T           | 25     | Served Like A Girl                                                              | Entertainment Studios                                                                             | Lysa Heslov (réalisateur) | | Documentary                                                | [ 213 ] |
| A O Û T           | 25     | Les Bums de plage (Beach Rats)                                                  | Neon (en)                                                                                         | Eliza Hittman (réalisation / scénario)                                                                                                   | Harris Dickinson, Madeline Weinstein, Kate Hodge | Drama                                                      | [ 214 ] |
| S E P T E M B R E | 1      | Tulip Fever                                                                     | The Weinstein Company                                                                             | Justin Chadwick (réalisateur) ; Tom Stoppard (scénario)                                                                                  | Alicia Vikander, Dane DeHaan, Christoph Waltz, Holliday Grainger, Jack O'Connell, Zach Galifianakis, Judi Dench, Matthew Morrison, Tom Hollander, Cara Delevingne                        | Romance, Drama                                             | [ 215 ] |
| S E P T E M B R E | 1      | Unlocked (Conspiracy)                                                           | Lionsgate Premiere                                                                                | Michael Apted (réalisateur) ; Peter O'Brien (scénario)                                                                                   | Noomi Rapace, Orlando Bloom, Toni Collette, John Malkovich, Michael Douglas, Jessica Boone                                                                                               | Action, Thriller                                           | [ 216 ] |
| S E P T E M B R E | 8      | Ça (It)                                                                         | Warner Bros. / New Line Cinema / RatPac Entertainment                                             | Andrés Muschietti (réalisateur) ; Chase Palmer, Cary Fukunaga, Gary Dauberman (scénario)                                                 | Bill Skarsgård, Jaeden Lieberher, Finn Wolfhard, Jack Dylan Grazer, Sophia Lillis, Wyatt Oleff, Chosen Jacobs, Jeremy Ray Taylor (en)                                                    | Horror, Fantasy, Drama                                     | [ 217 ] |
| S E P T E M B R E | 8      | Un cœur à prendre (Home Again)                                                  | Open Road Films (en)                                                                              | Hallie Meyers-Shyer (réalisation / scénario)                                                                                             | Reese Witherspoon, Candice Bergen, Michael Sheen, Lake Bell, Nat Wolff, Reid Scott, Pico Alexander                                                                                       | Romance, Comedy                                            | [ 218 ] |
| S E P T E M B R E | 8      | 9/11                                                                            | Atlas Distribution Company                                                                        | Charlie Sheen, Whoopi Goldberg | Drama |                                                            |         |
| S E P T E M B R E | 8      | The Good Catholic (en)                                                          | Broad Green Pictures                                                                              | Paul Shoulberg (réalisation / scénario)                                                                                                  | Zachary Spicer, Wrenn Schmidt, John C. McGinley, Danny Glover | Comedy                                                     | [ 219 ] |
| S E P T E M B R E | 8      | Gun Shy                                                                         | Saban Films                                                                                       | Simon West (réalisateur) ; Toby Davies, Mark Haskell Smith (scénario); Antonio Banderas, Olga Kurylenko                                  | Action | [ 220 ]                                                    |         |
| S E P T E M B R E | 15     | American Assassin                                                               | CBS Films                                                                                         | Michael Cuesta (réalisateur) ; Stephen Schiff (scénario)                                                                                 | Dylan O'Brien, Michael Keaton, Sanaa Lathan, Shiva Negar, Taylor Kitsch | Action, Thriller                                           | [ 221 ] |
| S E P T E M B R E | 15     | Mother!                                                                         | Paramount Pictures                                                                                | Darren Aronofsky (réalisation / scénario)                                                                                                | Jennifer Lawrence, Javier Bardem, Michelle Pfeiffer, Domhnall Gleeson, Ed Harris, Kristen Wiig                                                                                           | Drama, Horror                                              | [ 222 ] |
| S E P T E M B R E | 15     | Brad's Status                                                                   | Amazon Studios                                                                                    | Mike White (réalisation / scénario) | Ben Stiller, Michael Sheen, Luke Wilson, Jemaine Clement, Jenna Fischer | Comedy                                                     | [ 223 ] |
| S E P T E M B R E | 22     | Kingsman : Le Cercle d'or (Kingsman: The Golden Circle)                         | 20th Century Fox                                                                                  | Matthew Vaughn (réalisation / scénario); Jane Goldman (scénario)                                                                         | Colin Firth, Julianne Moore, Taron Egerton, Mark Strong, Halle Berry, Elton John, Channing Tatum, Jeff Bridges                                                                           | Action, Adventure, Comedy                                  | [ 224 ] |
| S E P T E M B R E | 22     | Lego Ninjago, le film (The Lego Ninjago Movie)                                  | Warner Bros. / Warner Animation Group / RatPac-Dune Entertainment                                 | Charlie Bean (réalisateur) ; Dan Hageman, Kevin Hageman, Kevin Chesley, Bryan Shukoff (scénario)                                         | Jackie Chan, Justin Theroux, Dave Franco, Olivia Munn, Michael Peña, Abbi Jacobson, Kumail Nanjiani, Zach Woods, Fred Armisen                                                            | Animation, Action, Comedy, Martial Arts                    | [ 225 ] |
| S E P T E M B R E | 22     | Stronger                                                                        | Lionsgate Films / Roadside Attractions / Bold Films / Mandeville Films / Nine Stories Productions | David Gordon Green (réalisateur) ; John Pollono (scénario)                                                                               | Jake Gyllenhaal, Tatiana Maslany, Miranda Richardson, Clancy Brown | Biography, Drama                                           | [ 226 ] |
| S E P T E M B R E | 22     | Battle of the Sexes                                                             | Fox Searchlight Pictures                                                                          | Jonathan Dayton and Valerie Faris (réalisateurs) ; Simon Beaufoy (scénario)                                                              | Emma Stone, Steve Carell, Andrea Riseborough, Elisabeth Shue, Austin Stowell, Sarah Silverman, Alan Cumming                                                                              | Biography, Sports, Comedy, Drama                           | [ 227 ] |
| S E P T E M B R E | 22     | Woodshock                                                                       | A24                                                                                               | Kate and Laura Mulleavy (réalisateurs / scénario)                                                                                        | Kirsten Dunst, Joe Cole, Pilou Asbæk, Lorelei Linklater, Jack Kilmer | Drama                                                      | [ 228 ] |
| S E P T E M B R E | 22     | Confident royal (Victoria & Abdul)                                              | Focus Features / Perfect World Pictures / BBC Films / Working Title Films                         | Stephen Frears (réalisateur) ; Lee Hall (scénario)                                                                                       | Judi Dench, Ali Fazal, Eddie Izzard, Tim Pigott-Smith, Adeel Akhtar | Biography, Drama                                           | [ 229 ] |
| S E P T E M B R E | 26     | Jeepers Creepers 3                                                              | American Zoetrope / Myriad Pictures                                                               | Victor Salva (réalisation / scénario) | Jonathan Breck, Meg Foster, Brandon James, Gabrielle Haugh, Jordan Salloum, Ryan Moore, Brandon Smith, Gina Philips, Christine Ko, Stan Shaw                                             | Horror                                                     | [ 230 ] |
| S E P T E M B R E | 29     | American Made (Barry Seal: American Traffic)                                    | Universal Pictures / Cross Creek Pictures (en) / Imagine Entertainment                            | Doug Liman (réalisateur) ; Gary Spinelli (scénario)                                                                                      | Tom Cruise, Domhnall Gleeson, Sarah Wright, Jayma Mays, Jesse Plemons | Biography, Action, Comedy, Crime, Drama, History, Thriller | [ 231 ] |
| S E P T E M B R E | 29     | L'Expérience interdite : Flatliners                                             | Columbia Pictures / Cross Creek Pictures (en)                                                     | Niels Arden Oplev (réalisateur) ; Ben Ripley (scénario)                                                                                  | Elliot Page, Diego Luna, Nina Dobrev, James Norton, Kiersey Clemons, Kiefer Sutherland                                                                                                   | Horror, Sci-Fi, Drama                                      | [ 232 ] |
| S E P T E M B R E | 29     | Mark Felt: The Man Who Brought Down the White House (The Secret Man: Mark Felt) | Sony Pictures Classics / Mandalay Pictures                                                        | Peter Landesman (réalisation / scénario)                                                                                                 | Liam Neeson, Diane Lane, Marton Csokas, Ike Barinholtz, Tony Goldwyn, Bruce Greenwood, Michael C. Hall, Brian d'Arcy James, Josh Lucas, Eddie Marsan, Wendi McLendon-Covey, Maika Monroe | Biography, Drama, Thriller                                 | [ 233 ] |

### Octobre, novembre, décembre
| Sortie          | Sortie | Titre                                                                                       | Studio                                                                                             | Réalisateur | Casting | Genre                                                  | Réf.    |
| --------------- | ------ | ------------------------------------------------------------------------------------------- | -------------------------------------------------------------------------------------------------- | --- | --- | ------------------------------------------------------ | ------- |
| O C T O B R E   | 6      | Blade Runner 2049                                                                           | Warner Bros. / Columbia Pictures / Alcon Entertainment                                             | Denis Villeneuve (réalisateur) ; Hampton Fancher, Michael Green (scénario)                                             | Harrison Ford, Ryan Gosling, Ana de Armas, Mackenzie Davis, Sylvia Hoeks, Lennie James, Carla Juri, Robin Wright, Dave Bautista, Jared Leto                                                                                                   | Neo-noir, Sci-Fi, Thriller, Mystery                    | [ 234 ] |
| O C T O B R E   | 6      | La Montagne entre nous (The Mountain Between Us)                                            | 20th Century Fox / Chernin Entertainment                                                           | Hany Abu-Assad (réalisateur) ; Chris Weitz (scénario)                                                                  | Idris Elba, Kate Winslet, Dermot Mulroney, Waleed Zuaiter | Romance, Disaster                                      | [ 235 ] |
| O C T O B R E   | 6      | My Little Pony, le film (My Little Pony: The Movie)                                         | Lionsgate / Hasbro Studios                                                                         | Jayson Thiessen (réalisateur) ; Meghan McCarthy, Rita Hsiao, Michael Vogel, Joe Ballarini (scénario)                   | Tara Strong, Ashleigh Ball, Andrea Libman, Tabitha St. Germain, Cathy Weseluck, Kristin Chenoweth, Emily Blunt, Michael Peña, Uzo Aduba, Liev Schreiber, Taye Diggs, Sia, Zoe Saldana                                                         | Animation, Adventure, Comedy, Family, Fantasy, Musical | [ 236 ] |
| O C T O B R E   | 6      | The Florida Project                                                                         | A24                                                                                                | Sean Baker (réalisation / scénario) ; Chris Bergoch (scénario)                                                         | Willem Dafoe, Bria Vinaite, Brooklynn Prince, Valeria Cotto, Caleb Landry Jones | Drama                                                  | [ 237 ] |
| O C T O B R E   | 6      | Section 99 (Brawl in Cell Block 99)                                                         | RLJE Entertainment                                                                                 | S. Craig Zahler (réalisation / scénario) ;                                                                             | Vince Vaughn, Jennifer Carpenter, Don Johnson, Udo Kier | Drama, Action, Thriller                                | [ 238 ] |
| O C T O B R E   | 13     | Happy Birthdead (Happy Death Day)                                                           | Universal Pictures / Blumhouse Productions                                                         | Christopher B. Landon (réalisation / scénario) ; Scott Lobdell (scénario)                                              | Jessica Rothe, Israel Broussard, Ruby Modine | Horror, Mystery, Thriller                              | [ 239 ] |
| O C T O B R E   | 13     | Marshall                                                                                    | Open Road Films (en)                                                                               | Reginald Hudlin (réalisateur) ; Michael Koskoff, Jacob Koskoff (scénario)                                              | Chadwick Boseman, Josh Gad, Kate Hudson, Dan Stevens, James Cromwell, Sterling K. Brown | Biography, Drama, Thriller                             | [ 240 ] |
| O C T O B R E   | 13     | Breathe                                                                                     | Bleecker Street / Participant Media / The Imaginarium Studios                                      | Andy Serkis (réalisateur) ; William Nicholson (scénario)                                                               | Andrew Garfield, Claire Foy, Tom Hollander, Hugh Bonneville, Dean-Charles Chapman, Miranda Raison, Stephen Mangan | Biographical, Drama                                    | [ 241 ] |
| O C T O B R E   | 13     | Goodbye Christopher Robin                                                                   | Fox Searchlight Pictures                                                                           | Simon Curtis (réalisation / scénario) ;                                                                                | Domhnall Gleeson, Margot Robbie, Kelly Macdonald | Biographical, Drama                                    |         |
| O C T O B R E   | 13     | My Wonder Women (Professor Marston and the Wonder Women)                                    | Annapurna Pictures                                                                                 | Angela Robinson (réalisation / scénario)                                                                               | Luke Evans, Rebecca Hall, Bella Heathcote, Connie Britton, Oliver Platt | Biography, Drama                                       | [ 242 ] |
| O C T O B R E   | 13     | Blood Money                                                                                 | Saban Films                                                                                        | Lucky McKee (réalisation / scénario) ;                                                                                 | John Cusack, Ellar Coltrane, Willa Fitzgerald, Jacob Artist | Drama, Crime                                           | [ 243 ] |
| O C T O B R E   | 20     | Geostorm                                                                                    | Warner Bros. / Skydance Media / RatPac Entertainment                                               | Dean Devlin (réalisation / scénario) ; Paul Guyot (scénario)                                                           | Gerard Butler, Abbie Cornish, Alexandra Lara, Jim Sturgess, Amr Waked, Ed Harris, Andy García | Action, Sci-Fi, Thriller                               | [ 244 ] |
| O C T O B R E   | 20     | Line of Fire (Only the Brave)                                                               | Columbia Pictures                                                                                  | Joseph Kosinski (réalisateur) ; Ken Nolan (en), Eric Warren Singer (scénario)                                          | Ben Hardy, Jennifer Connelly, Taylor Kitsch, Miles Teller, James Badge Dale, Josh Brolin, Jeff Bridges | Action, Biography, Drama                               | [ 245 ] |
| O C T O B R E   | 20     | Boo 2! A Madea Halloween                                                                    | Lionsgate / Tyler Perry Studios                                                                    | Tyler Perry (réalisation / scénario) ;                                                                                 | Tyler Perry, Cassi Davis, Patrice Lovely, Yousef Erakat, Diamond White, Lexy Panterra, Andre Hall Brock O'Hurn, Tito Ortiz | Comedy, Horror                                         | [ 246 ] |
| O C T O B R E   | 20     | Ces différences qui nous rapprochent (Same Kind of Different as Me)                         | Paramount Pictures / Pure Flix Entertainment                                                       | Michael Carney (réalisation / scénario) ; Ron Hall, Alexander Foard (scénario)                                         | Renée Zellweger, Jon Voight, Djimon Hounsou, Olivia Holt, Greg Kinnear, Stephanie Leigh Schlund | Drama                                                  | [ 247 ] |
| O C T O B R E   | 20     | Leatherface                                                                                 | Lionsgate / Millennium Films / DirecTV                                                             | Julien Maury et Alexandre Bustillo (réalisateurs) ; Seth M. Sherwood (scénario)                                        | Stephen Dorff, Vanessa Grasse, Sam Strike, Lili Taylor, James Bloor, Jessica Madsen, Sam Coleman, Finn Jones | Horror, Thriller                                       | [ 248 ] |
| O C T O B R E   | 20     | Le Musée des merveilles (Wonderstruck)                                                      | Amazon Studios / Roadside Attractions                                                              | Todd Haynes (réalisateur) ; Brian Selznick (scénario)                                                                  | Oakes Fegley, Julianne Moore, Millicent Simmonds, Michelle Williams, Jaden Michael, Tom Noonan, James Urbaniak, Amy Hargreaves | Drama                                                  | [ 249 ] |
| O C T O B R E   | 20     | Mise à mort du cerf sacré (The Killing of a Sacred Deer)                                    | A24                                                                                                | Yórgos Lánthimos (réalisation / scénario)                                                                              | Colin Farrell, Nicole Kidman, Barry Keoghan, Raffey Cassidy, Sunny Suljic, Alicia Silverstone, Bill Camp | Comedy, Drama, Horror, Mystery, Thriller               |         |
| O C T O B R E   | 27     | Thank You for Your Service                                                                  | Universal Pictures / DreamWorks                                                                    | Jason Hall (réalisation / scénario) ;                                                                                  | Miles Teller, Haley Bennett, Beulah Koale, Amy Schumer, Scott Haze | Biography, War, Drama                                  | [ 250 ] |
| O C T O B R E   | 27     | Bienvenue à Suburbicon (Suburbicon)                                                         | Paramount Pictures                                                                                 | George Clooney (réalisation / scénario) ; Joel Coen, Ethan Coen, Grant Heslov (scénario)                               | Matt Damon, Julianne Moore, Oscar Isaac | Crime, Comedy, Drama, Mystery, Thriller                | [ 251 ] |
| O C T O B R E   | 27     | Jigsaw                                                                                      | Lionsgate Films / Twisted Pictures                                                                 | The Spierig Brothers (réalisateurs); Josh Stolberg, Pete Goldfinger (scénario)                                         | Tobin Bell, Mandela Van Peebles, Laura Vandervoort, Brittany Allen, Callum Keith Rennie, Matt Passmore | Crime, Horror, Mystery, Thriller                       | [ 252 ] |
| O C T O B R E   | 27     | Novitiate                                                                                   | Sony Pictures Classics                                                                             | Maggie Betts (réalisation / scénario)                                                                                  | Margaret Qualley, Melissa Leo, Morgan Saylor, Dianna Agron, Julianne Nicholson, Liana Liberato, Denis O'Hare, Maddie Hasson | Drama                                                  | [ 253 ] |
| O C T O B R E   | 27     | Je ne vois que toi (All I See Is You)                                                       | Open Road Films (en) / SC International Pictures                                                   | Marc Forster (réalisateur)                                                                                             | Blake Lively, Jason Clarke, Yvonne Strahovski, Danny Huston, Wes Chatham | Drama, Thriller                                        | [ 254 ] |
| O C T O B R E   | 28     | Amityville: The Awakening                                                                   | Dimension Films / Blumhouse Productions                                                            | Franck Khalfoun (réalisation / scénario)                                                                               | Bella Thorne, Jennifer Jason Leigh, Cameron Monaghan, Mckenna Grace, Jennifer Morrison, Kurtwood Smith | Thriller, Horror                                       | [ 255 ] |
| N O V E M B R E | 3      | Thor : Ragnarok                                                                             | Marvel Studios                                                                                     | Taika Waititi (réalisateur) ; Eric Pearson (scénario)                                                                  | Chris Hemsworth, Tom Hiddleston, Cate Blanchett, Idris Elba, Jeff Goldblum, Tessa Thompson, Karl Urban, Mark Ruffalo, Anthony Hopkins | Superhero, Action, Adventure, Fantasy, Sci-Fi, Comedy  | [ 256 ] |
| N O V E M B R E | 3      | Bad Moms 2 (A Bad Moms Christmas)                                                           | STX Entertainment / Huayi Brothers Pictures                                                        | Jon Lucas (réalisation / scénario) ; Scott Moore (réalisation / scénario)                                              | Mila Kunis, Kristen Bell, Kathryn Hahn, Jay Hernandez, Susan Sarandon, Christine Baranski | Comedy                                                 | [ 257 ] |
| N O V E M B R E | 3      | Last Flag Flying : La Dernière Tournée                                                      | Amazon Studios                                                                                     | Richard Linklater (réalisation / scénario) ; Darryl Ponicsan (scénario)                                                | Steve Carell, Bryan Cranston, Laurence Fishburne, Yul Vazquez | Comedy, Drama                                          | [ 258 ] |
| N O V E M B R E | 3      | Lady Bird                                                                                   | A24                                                                                                | Greta Gerwig (réalisation / scénario)                                                                                  | Saoirse Ronan, Laurie Metcalf, Tracy Letts, Lucas Hedges, Timothée Chalamet, Beanie Feldstein, Stephen McKinley Henderson, Lois Smith | Comedy-Drama                                           | [ 259 ] |
| N O V E M B R E | 10     | Le Crime de l'Orient-Express (Murder on the Orient Express)                                 | 20th Century Fox / Genre Films / Scott Free Productions                                            | Kenneth Branagh (réalisateur) ; Michael Green (scénario)                                                               | Kenneth Branagh, Penélope Cruz, Willem Dafoe, Judi Dench, Johnny Depp, Josh Gad, Derek Jacobi, Leslie Odom Jr., Michelle Pfeiffer, Daisy Ridley, Lucy Boynton, Sergei Polunin                                                                 | Mystery, Crime, Drama                                  | [ 260 ] |
| N O V E M B R E | 10     | Very Bad Dads 2 (Daddy's Home 2)                                                            | Paramount Pictures / Gary Sanchez Productions                                                      | Sean Anders (réalisation / scénario) ; John Morris (scénario)                                                          | Will Ferrell, Mark Wahlberg, Linda Cardellini, John Cena, Mel Gibson, John Lithgow | Comedy                                                 | [ 261 ] |
| N O V E M B R E | 10     | L. B. Johnson, après Kennedy (LBJ)                                                          | Electric Entertainment                                                                             | Rob Reiner (réalisateur) ; Joey Hartstone (scénario)                                                                   | Woody Harrelson, Richard Jenkins, Bill Pullman, Kim Allen, Michael Stahl-David, Jennifer Jason Leigh, Jeffrey Donovan, Doug McKeon, Michael Mosley                                                                                            | Biography, Drama                                       | [ 262 ] |
| N O V E M B R E | 10     | Three Billboards : Les Panneaux de la vengeance (Three Billboards Outside Ebbing, Missouri) | Fox Searchlight Pictures                                                                           | Martin McDonagh (réalisation / scénario)                                                                               | Frances McDormand, Woody Harrelson, Sam Rockwell, John Hawkes, Peter Dinklage | Comedy, Crime, Drama, Thriller                         | [ 263 ] |
| N O V E M B R E | 10     | Mayhem                                                                                      | RLJE Films                                                                                         | Joe Lynch (réalisateur) ; Matias Caruso (scénario)                                                                     | Steven Yeun, Samara Weaving, Steven Brand, Caroline Chikezie, Kerry Fox, Dallas Roberts | Action, Horror, Comedy                                 | [ 264 ] |
| N O V E M B R E | 17     | Justice League                                                                              | Warner Bros. / RatPac Entertainment / DC Entertainment                                             | Zack Snyder (réalisateur) ; Chris Terrio, Joss Whedon (scénario)                                                       | Ben Affleck, Henry Cavill, Gal Gadot, Jason Momoa, Ezra Miller, Ray Fisher, Amy Adams, Jesse Eisenberg, Amber Heard, Jeremy Irons, J. K. Simmons, Willem Dafoe, Julian Lewis Jones, Ciarán Hinds                                              | Superhero, Action, Adventure, Fantasy, Sci-Fi          | [ 151 ] |
| N O V E M B R E | 17     | L'Étoile de Noël (The Star)                                                                 | Columbia Pictures / Sony Pictures Animation / Walden Media / Affirm Films / The Jim Henson Company | Timothy Reckart (en) (réalisateur) ; Tom Sheridan (scénario)                                                           | Steven Yeun, Gina Rodriguez, Zachary Levi, Keegan-Michael Key, Kelly Clarkson, Patricia Heaton, Kristin Chenoweth, Tracy Morgan, Tyler Perry, Oprah Winfrey                                                                                   | Animation, Adventure, Comedy                           | [ 265 ] |
| N O V E M B R E | 17     | Wonder                                                                                      | Lionsgate / Participant Media / Walden Media                                                       | Stephen Chbosky (réalisation / scénario) ; Steve Conrad, Jack Thorne (scénario)                                        | Julia Roberts, Jacob Tremblay, Owen Wilson, Mandy Patinkin | Drama                                                  | [ 266 ] |
| N O V E M B R E | 17     | Cook Off! (en)                                                                              | Lionsgate Premiere                                                                                 | Cathryn Michon (réalisation / scénario) ; Guy Shalem (réalisateur) ; Wendi McLendon-Covey, W. Bruce Cameron (scénario) | Cathryn Michon, Melissa McCarthy, Wendi McLendon-Covey, Diedrich Bader, Gary Anthony Williams, Ben Falcone, Niecy Nash, Louie Anderson, Stephen Root                                                                                          | Mockumentary, Comedy                                   | [ 267 ] |
| N O V E M B R E | 17     | Mr. Roosevelt (en)                                                                          | Paladin                                                                                            | Noël Wells (réalisation / scénario)                                                                                    | Noël Wells, Nick Thune, Britt Lower, Danielle Pineda, Andre Hyland, Doug Benson, Armen Weitzman, Sergio Cilli | Comedy                                                 | [ 268 ] |
| N O V E M B R E | 17     | L'Affaire Roman J. (Roman J. Israel, Esq.)                                                  | Columbia Pictures / Cross Creek Pictures (en) / Image Nation / Escape Artists                      | Dan Gilroy (réalisation / scénario)                                                                                    | Denzel Washington, Colin Farrell, Carmen Ejogo, Shelley Hennig | Drama                                                  | [ 269 ] |
| N O V E M B R E | 22     | Coco                                                                                        | Walt Disney Pictures / Pixar                                                                       | Lee Unkrich (réalisateur) ; Adrian Molina (co-réalisation / scénario) ; Matthew Aldrich (scénario)                     | Anthony Gonzalez, Gael García Bernal, Benjamin Bratt, Renée Victor, Ana Ofelia Murguia, Edward James Olmos | Animation, Musical, Fantasy, Mystery                   | [ 270 ] |
| N O V E M B R E | 22     | Les Heures sombres (Darkest Hour)                                                           | Focus Features / Working Title Films                                                               | Joe Wright (réalisateur) ; Anthony McCarten (scénario)                                                                 | Gary Oldman, Ben Mendelsohn, Kristin Scott Thomas, Lily James, Stephen Dillane, Ronald Pickup | Biography, War, Drama                                  | [ 271 ] |
| N O V E M B R E | 22     | The Man Who Invented Christmas                                                              | Bleecker Street                                                                                    | Bharat Nalluri (réalisateur) ; Susan Coyne (scénario)                                                                  | Dan Stevens, Christopher Plummer, Jonathan Pryce | Biography, Drama                                       | [ 272 ] |
| N O V E M B R E | 24     | Call Me by Your Name                                                                        | Sony Pictures Classics                                                                             | Luca Guadagnino (réalisateur) ; James Ivory (scénario)                                                                 | Timothée Chalamet, Armie Hammer, Michael Stuhlbarg, Amira Casar, Esther Garrel, Victoire Du Bois | Drama                                                  | [ 273 ] |
| D E C E M B E   | 1      | The Disaster Artist                                                                         | A24 / Warner Bros. Pictures / New Line Cinema / Good Universe                                      | James Franco (réalisateur) ; Scott Neustadter, Michael H. Weber (scénario)                                             | James Franco, Dave Franco, Seth Rogen, Alison Brie, Ari Graynor, Josh Hutcherson, Jacki Weaver | Biography, Comedy, Drama                               | [ 274 ] |
| D E C E M B E   | 1      | La Forme de l'eau (The Shape of Water)                                                      | Fox Searchlight Pictures                                                                           | Guillermo del Toro (réalisation / scénario) ; Vanessa Taylor (scénario)                                                | Sally Hawkins, Michael Shannon, Richard Jenkins, Doug Jones, Lauren Lee Smith, Michael Stuhlbarg, Octavia Spencer | Fantasy, Horror, Romance, Sci-Fi, Thriller             | [ 275 ] |
| D E C E M B E   | 1      | Wonder Wheel                                                                                | Amazon Studios                                                                                     | Woody Allen (réalisation / scénario)                                                                                   | Kate Winslet, Justin Timberlake, Juno Temple, Jim Belushi, Tony Sirico | Crime, Drama                                           | [ 276 ] |
| D E C E M B E   | 8      | Moi, Tonya                                                                                  | Neon (en)                                                                                          | Craig Gillespie (réalisateur) ; Steven Rogers (scénario)                                                               | Margot Robbie, Sebastian Stan, Allison Janney, Julianne Nicholson, Mckenna Grace | Biography, Drama                                       | [ 277 ] |
| D E C E M B E   | 8      | Just Getting Started                                                                        | Broad Green Pictures                                                                               | Ron Shelton (réalisation / scénario)                                                                                   | Morgan Freeman, Tommy Lee Jones, Rene Russo | Action, Comedy                                         | [ 278 ] |
| D E C E M B E   | 15     | Star Wars, épisode VIII : Les Derniers Jedi (Star Wars: The Last Jedi)                      | Lucasfilm Ltd.                                                                                     | Rian Johnson (réalisation / scénario)                                                                                  | Mark Hamill, Carrie Fisher, Adam Driver, Daisy Ridley, John Boyega, Oscar Isaac, Lupita Nyong'o, Domhnall Gleeson, Benicio del Toro, Laura Dern, Anthony Daniels, Gwendoline Christie, Andy Serkis                                            | Action, Adventure, Fantasy, Sci-Fi                     | [ 279 ] |
| D E C E M B E   | 15     | Ferdinand                                                                                   | 20th Century Fox / Blue Sky Studios                                                                | Carlos Saldanha (réalisateur) ; Jordan Roberts (scénario)                                                              | John Cena, David Tennant, Anthony Anderson, Gabriel Iglesias, Kate McKinnon, Boris Kodjoe, Miguel Ángel Silvestre, Raúl Esparza, Jerrod Carmichael, Gina Rodriguez, Daveed Diggs, Bobby Cannavale, Sally Phillips, Flula Borg, Karla Martínez | Animation, Adventure, Comedy, Family                   | [ 280 ] |
| D E C E M B E   | 15     | Beyond Skyline                                                                              | Vertical Entertainment                                                                             | Liam O'Donnell (réalisation / scénario)                                                                                | Frank Grillo, Bojana Novakovic, Callan Mulvey, Iko Uwais, Yayan Ruhian, Betty Gabriel, Antonio Fargas | Sci-Fi, Action, Thriller                               | [ 281 ] |
| D E C E M B E   | 20     | Jumanji : Bienvenue dans la jungle (Jumanji: Welcome to the Jungle)                         | Columbia Pictures                                                                                  | Jake Kasdan (réalisateur) ; Scott Rosenberg (scénario)                                                                 | Dwayne Johnson, Kevin Hart, Jack Black, Nick Jonas, Karen Gillan | Action, Fantasy, Adventure, Comedy                     | [ 282 ] |
| D E C E M B E   | 20     | The Greatest Showman                                                                        | 20th Century Fox / Chernin Entertainment                                                           | Michael Gracey (réalisateur) ; Jenny Bicks (en), Bill Condon (scénario)                                                | Hugh Jackman, Zac Efron, Rebecca Ferguson, Michelle Williams, Yahya Abdul-Mateen II, Zendaya | Biography, Musical, Drama                              | [ 283 ] |
| D E C E M B E   | 22     | Pitch Perfect 3                                                                             | Universal Pictures                                                                                 | Trish Sie (réalisateur) ; Kay Cannon (scénario)                                                                        | Anna Kendrick, Anna Camp, Rebel Wilson, Brittany Snow, Hailee Steinfeld, Alexis Knapp, Ester Dean, Hana Mae Lee, Chrissie Fit, Kelley Jakle, Shelley Regner                                                                                   | Musical, Comedy                                        | [ 284 ] |
| D E C E M B E   | 22     | Downsizing                                                                                  | Paramount Pictures                                                                                 | Alexander Payne (réalisation / scénario) ; Jim Taylor (scénario)                                                       | Matt Damon, Christoph Waltz, Hong Chau, Kristen Wiig | Sci-fi, Comedy, Drama                                  | [ 285 ] |
| D E C E M B E   | 22     | Father Figures                                                                              | Warner Bros. / Alcon Entertainment                                                                 | Lawrence Sher (réalisateur) ; Justin Malen (scénario)                                                                  | Owen Wilson, Ed Helms, J. K. Simmons, Terry Bradshaw, Ving Rhames, Katt Williams, Retta, June Squibb, Glenn Close | Comedy                                                 | [ 286 ] |
| D E C E M B E   | 22     | Pentagon Papers (The Post)                                                                  | 20th Century Fox / DreamWorks / Amblin Entertainment                                               | Steven Spielberg (réalisateur) ; Liz Hannah, Josh Singer (scénario)                                                    | Tom Hanks, Meryl Streep, Bruce Greenwood, Jesse Plemons, Bob Odenkirk, Sarah Paulson, Alison Brie, David Cross, Carrie Coon | Biography, Drama, History, Thriller                    | [ 287 ] |
| D E C E M B E   | 22     | Bright                                                                                      | Netflix                                                                                            | David Ayer (réalisateur) ; Max Landis (scénario)                                                                       | Will Smith, Joel Edgerton, Noomi Rapace, Lucy Fry, Edgar Ramirez | Action, Fantasy, Sci-Fi                                | [ 288 ] |
| D E C E M B E   | 22     | Crooked House                                                                               | Vertical Entertainment / Sony Pictures                                                             | Gilles Paquet-Brenner (réalisation / scénario) ; Tim Rose Price, Julian Fellowes (scénario)                            | Max Irons, Glenn Close, Gillian Anderson, Christina Hendricks, Terence Stamp | Crime, Drama, Mystery                                  | [ 289 ] |
| D E C E M B E   | 22     | Hostiles                                                                                    | Entertainment Studios                                                                              | Scott Cooper (réalisation / scénario) ; Donald E. Stewart (scénario)                                                   | Christian Bale, Rosamund Pike, Wes Studi, Q'orianka Kilcher, Ben Foster, Adam Beach, Rory Cochrane, Jesse Plemons, Timothée Chalamet | Western                                                | [ 290 ] |
| D E C E M B E   | 25     | Tout l'argent du monde (All the Money in the World)                                         | TriStar Pictures                                                                                   | Ridley Scott (réalisateur) ; David Scarpa (scénario)                                                                   | Michelle Williams, Mark Wahlberg, Christopher Plummer, Timothy Hutton, Charlie Plummer | Biography, Crime, Drama                                | [ 291 ] |
| D E C E M B E   | 25     | Le Grand Jeu (Molly's Game)                                                                 | STX Entertainment                                                                                  | Aaron Sorkin (réalisation / scénario)                                                                                  | Jessica Chastain, Idris Elba, Kevin Costner, Brian d'Arcy James, Michael Cera, Chris O'Dowd, Bill Camp, Jeremy Strong | Biography, Crime, Drama                                | [ 292 ] |
| D E C E M B E   | 25     | Phantom Thread                                                                              | Focus Features / Annapurna Pictures                                                                | Paul Thomas Anderson (réalisation / scénario)                                                                          | Daniel Day-Lewis, Lesley Manville, Richard Graham, Vicky Krieps | Drama                                                  | [ 293 ] |